# 지토세시
지토세시(일본어: 千歲市)는 일본 홋카이도 중부(도오 지방) 이시카리 진흥국의 시이다.

## 개요
과거 이 땅은 아이누어로 ‘시코츠’(シ・コツ, 커다란 움푹 팬 땅, 또는 골짜기)라고 불렸지만 이는 사골(死骨)의 일본어 발음과 같아 꺼려졌기 때문에 당시 이 지역에 학이 많이 있었던 데서 “학은 천년, 거북이는 만년“이라는 전설에 따라 1805년에 ‘지토세’로 명명되었다.
홋카이도의 관문인 신치토세 공항이 있으며, 서쪽에는 시코쓰호가 있다. 최근에는 물류 거점으로 발전하고 있다. 또 육상자위대 제7사단과 항공자위대 제2항공단이 주둔하고 있으며 인구 9만 명 중에 약 3만 명이 자위대 관계자라고 한다. 2007년 7월 7일에는 오키나와현에서 진행하던 F-15 훈련 일부를 항공자위대 지토세 기지로 이전하기로 결정되었다.

## 지리
이시카리 진흥국 관내 남부에 위치한다. 서부는 시코쓰호를 둘러싼 산악 지대, 동부는 이시카리 평야가 펼쳐지고 동쪽 가장자리에는 마오이 구릉이 있다. 인구는 중부 철도 연선에 집중하고 있다.

### 기후
기후는 대륙성이며 삿포로시 등과 비교하면 강설량이 적어 연 강설량은 약 230cm 정도(삿포로의 연 강설량은 630cm)이다. 겨울에는 맑은 날이 많기 때문에 추위가 심하고, 1월 또는 2월 최저 기온의 평년값은 -13~14°C 전후가 되고 있다. 1월과 2월 기온이 -20°C 이하로 떨어지는 날도 드물지 않으며 1996년 2월 2일에는 -30.3°C가 관측되었다. 반면 여름은 시원하며 최고기온의 극값은 2007년 8월 15일에 관측된 33.6°C로 홋카이도 중에서도 낮은 편이다. 한여름에도 낮에 30도를 넘는 경우는 거의 없고 아침저녁으로 시원하고 쾌적한 기후이다. 강수는 여름에 집중하며 가장 많은 8월 강수량은 180mm 정도이다.
| 지토세시 (2003년~2020년)의 기후 | 지토세시 (2003년~2020년)의 기후 | 지토세시 (2003년~2020년)의 기후 | 지토세시 (2003년~2020년)의 기후 | 지토세시 (2003년~2020년)의 기후 | 지토세시 (2003년~2020년)의 기후 | 지토세시 (2003년~2020년)의 기후 | 지토세시 (2003년~2020년)의 기후 | 지토세시 (2003년~2020년)의 기후 | 지토세시 (2003년~2020년)의 기후 | 지토세시 (2003년~2020년)의 기후 | 지토세시 (2003년~2020년)의 기후 | 지토세시 (2003년~2020년)의 기후 | 지토세시 (2003년~2020년)의 기후 |
| 월                              | 1월                             | 2월                             | 3월                             | 4월                             | 5월                             | 6월                             | 7월                             | 8월                             | 9월                             | 10월                            | 11월                            | 12월                            | 연간                            |
| ------------------------------- | ------------------------------- | ------------------------------- | ------------------------------- | ------------------------------- | ------------------------------- | ------------------------------- | ------------------------------- | ------------------------------- | ------------------------------- | ------------------------------- | ------------------------------- | ------------------------------- | ------------------------------- |
| 역대 최고 기온 °C (°F)          | 8.2 (46.8)                      | 9.1 (48.4)                      | 16.2 (61.2)                     | 24.1 (75.4)                     | 29.9 (85.8)                     | 31.4 (88.5)                     | 34.1 (93.4)                     | 34.2 (93.6)                     | 30.5 (86.9)                     | 25.8 (78.4)                     | 20.9 (69.6)                     | 15.0 (59.0)                     | 34.2 (93.6)                     |
| 일평균 최고 기온 °C (°F)        | −1.1 (30.0)                     | −0.3 (31.5)                     | 4.1 (39.4)                      | 11.0 (51.8)                     | 16.6 (61.9)                     | 20.0 (68.0)                     | 23.0 (73.4)                     | 25.1 (77.2)                     | 22.5 (72.5)                     | 16.1 (61.0)                     | 8.9 (48.0)                      | 1.7 (35.1)                      | 12.3 (54.2)                     |
| 일일 평균 기온 °C (°F)          | −6.1 (21.0)                     | −5.3 (22.5)                     | −1.2 (29.8)                     | 5.5 (41.9)                      | 11.1 (52.0)                     | 15.1 (59.2)                     | 18.8 (65.8)                     | 20.9 (69.6)                     | 17.4 (63.3)                     | 10.4 (50.7)                     | 3.9 (39.0)                      | −3.0 (26.6)                     | 7.3 (45.1)                      |
| 일평균 최저 기온 °C (°F)        | −12.9 (8.8)                     | −12.5 (9.5)                     | −5.8 (21.6)                     | 0.0 (32.0)                      | 6.0 (42.8)                      | 11.4 (52.5)                     | 15.7 (60.3)                     | 17.5 (63.5)                     | 12.5 (54.5)                     | 4.3 (39.7)                      | −1.7 (28.9)                     | −8.9 (16.0)                     | 2.1 (35.8)                      |
| 역대 최저 기온 °C (°F)          | −30.7 (−23.3)                   | −30.3 (−22.5)                   | −25.7 (−14.3)                   | −14.2 (6.4)                     | −3.8 (25.2)                     | 2.7 (36.9)                      | 8.0 (46.4)                      | 9.1 (48.4)                      | 1.1 (34.0)                      | −4.6 (23.7)                     | −18.1 (−0.6)                    | −25.9 (−14.6)                   | −30.7 (−23.3)                   |
| 평균 강수량 mm (인치)           | 25.6 (1.01)                     | 30.1 (1.19)                     | 45.8 (1.80)                     | 66.8 (2.63)                     | 89.0 (3.50)                     | 95.7 (3.77)                     | 113.2 (4.46)                    | 155.2 (6.11)                    | 140.5 (5.53)                    | 93.4 (3.68)                     | 80.3 (3.16)                     | 49.0 (1.93)                     | 984.7 (38.77)                   |
| 평균 강설량 cm (인치)           | 63 (25)                         | 64 (25)                         | 42 (17)                         | 3 (1.2)                         | 0 (0)                           | 0 (0)                           | 0 (0)                           | 0 (0)                           | 0 (0)                           | 0 (0)                           | 10 (3.9)                        | 44 (17)                         | 227 (89)                        |
| 평균 강우일수                   | 7.3                             | 8.0                             | 9.1                             | 9.1                             | 9.7                             | 8.5                             | 9.8                             | 11.0                            | 9.8                             | 9.7                             | 10.4                            | 7.8                             | 110.2                           |
| 평균 강설일수                   | 7.5                             | 7.1                             | 5.4                             | 0.3                             | 0                               | 0                               | 0                               | 0                               | 0                               | 0                               | 1.6                             | 4.7                             | 26.6                            |
| 출처: 신치토세 공항 측후소      |                                 |                                 |                                 |                                 |                                 |                                 |                                 |                                 |                                 |                                 |                                 |                                 |                                 |

## 역사
- 1869년 - 홋카이도 11국 86군이 생겨나고, 현재의 지토세에 해당하는 지역은 이부리가 지토세군에 포함됐다.
- 1915년 - 2급 정촌제가 시행되어 지토세촌이 성립하였다.
- 1939년 4월 - 1급 정촌제가 시행되었다.
- 1942년 - 정으로 승격해 지토세정이 되었다.
- 1958년 - 시로 승격해 지토세시가 되었다.

## 인구
|                     |          |  |
| 1970년（쇼와45년）  | 56,118명 |  |
| 1975년（쇼와50년）  | 61,031명 |  |
| 1980년（쇼와55년）  | 66,788명 |  |
| 1985년（쇼와60년）  | 73,610명 |  |
| 1990년（헤세2년）   | 78,946명 |  |
| 1995년（헤세7년）   | 84,866명 |  |
| 2000년（헤세12년）  | 88,897명 |  |
| 2005년（헤세17년）  | 91,437명 |  |
| 2010년（헤세22년）  | 93,630명 |  |
| 2015년（헤세27년）  | 95,648명 |  |
| 2020년（레이와2년） | 97,950명 |  |

|colspan="2" style="text-align:right"|일본 총무성 통계국 국세조사
|-

## 교통

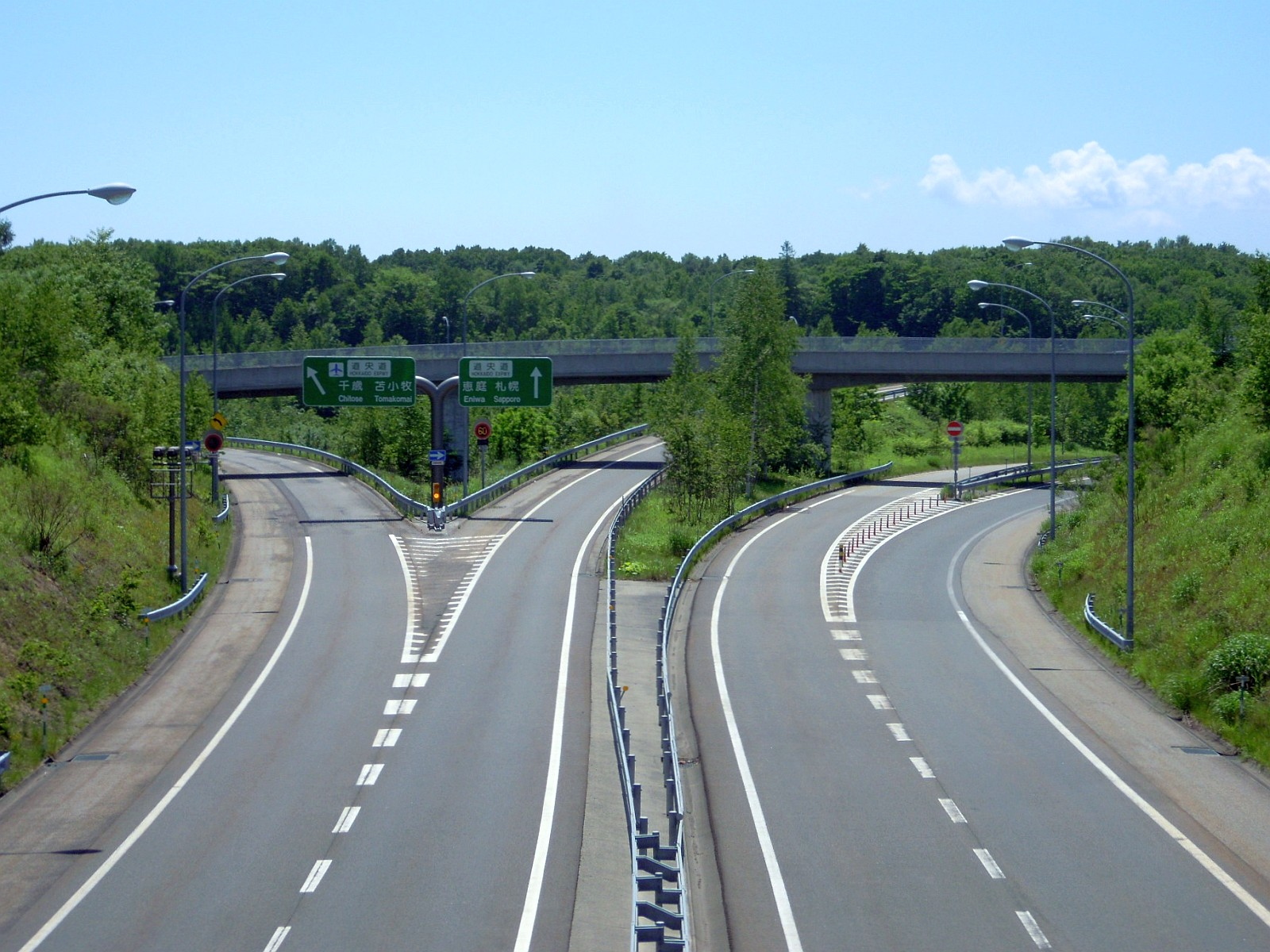
지토세에니와 분기점 인근 (2014년 6월)

### 공항
- 신치토세 공항

### 철도
- 홋카이도 여객철도
  - 지토세선
  - 세키쇼선
  - 무로란 본선

### 도로
- 도오 자동차도
- 도토 자동차도
- 국도 36호선
- 국도 제234호선 (일본)(일본어판)
- 국도 274호선
- 국도 제276호선 (일본)(일본어판)
- 국도 제337호선 (일본)(일본어판)
- 국도 제453호선 (일본)(일본어판)

## 자매 도시
- 일본 가고시마현 이부스키시
- 미국 알래스카주 앵커리지
- 중국 지린성 창춘시